# Römisch-Adler-Kunstgraben
Der Römisch-Adler-Kunstgraben ist eine ehemalige bergmännische Anlage in Johanngeorgenstadt im Erzgebirgskreis, Sachsen.
Es handelt sich um einen ca. 4 km langen Kunstgraben, der seinen Ursprung in Henneberg hatte (50° 24′ 58,4″ N, 12° 41′ 34,2″ O) und an den nördlichen Hängen des Lehmergrundes entlang bis zum nicht erhaltenen Stadtteich am Stadtrand von Johanngeorgenstadt führte (50° 25′ 45,7″ N, 12° 43′ 10″ O). Der Graben leitete den Gruben in diesem Bereich das dringend notwendige Betriebswasser zu. Bei Wassernot wurde das Römisch-Adler-Wasser der städtischen Trinkwasserleitung von Johanngeorgenstadt zugeschlagen.
Benannt wurde der Kunstgraben nach der Grube Römisch Adler.
Am Grabenverlauf entlang führte eine Grabentour, die im Sommer touristisch genutzt wurde und sich zu einem beliebten Ausflugsziel mit Ruhebänken entwickelte.
Nach dem Zweiten Weltkrieg wurde der Kunstgraben durch die Expansion des Uranbergbaus der SDAG Wismut nicht mehr benötigt und 1948 verrohrt. Dadurch entfiel auch die Grabentour als Wanderweg. Heute ist der Verlauf des Kunstgrabens zwischen Schwefelbachtal und Lehmergrund teilweise noch gut im Gelände zu erkennen.

## Risse
- William Tröger Neujahr, Frisch Glück und Gottes Segen Erbstolln, Römischer Adler, Gnade Gottes, Gotthelf Schaller und Hohneujahr Fundgrube bei Johanngeorgenstadt (Grund- und Seigerriss). 1834.